# آیمن شیهاده
آیمن شیهاده (به انگلیسی: Ayman Shihadeh) تاریخ‌دان روشنفکری جهان اسلام و استاد تاریخ عربی روشنفکری در دانشکده مطالعات شرقی و آفریقایی (سواز) دانشگاه لندن است.
شیهاده مطالعات فوق لیسانش را در دانشگاه آکسفورد به سال ۲۰۰۲ بعد از گرفتن لیسانسش از سواز به اتمام رساند و به دانشگاه ادینبرو، دانشگاه اکستر و گلاسکو پیش از پیوستن به دانشکده مطالعات شرقی و آفریقایی از دانشگاه لندن به سال ۲۰۰۸ رفت. او ۲ سال کمک هزینه تحصیلی تحقیقات ارشد علوم انسانی در دانشگاه نیویورک ابوظبی بین سال‌های ۲۰۱۹ تا ۲۰۲۱ گرفت. بین سال‌های ۲۰۱۲ تا ۲۰۱۹ او ریاست مشترک و بعدتر ریاست انجمن بریتانیایی برای مطالعات اسلامی بدست آورد و او جایزه BRAIS-De Gruyter را برای «اسلامشناسی و مطالعات جهان اسلام» تأسیس کرد و ریاست آن را به عهده گرفت.

## آثار
- The Teleological Ethics of Fakhr Al-Dīn Al-Rāzī
- Doubts on Avicenna: A Study and Edition of Sharaf Al-Dīn Al-Masʿūdī’s Commentary on the Ishārāt